# Gairkata
Gairkata là một thị trấn thống kê (census town) của quận Jalpaiguri thuộc bang Tây Bengal, Ấn Độ.

## Nhân khẩu
Theo điều tra dân số năm 2001 của Ấn Độ, Gairkata có dân số 8713 người. Phái nam chiếm 51% tổng số dân và phái nữ chiếm 49%. Gairkata có tỷ lệ 66% biết đọc biết viết, cao hơn tỷ lệ trung bình toàn quốc là 59,5%: tỷ lệ cho phái nam là 72%, và tỷ lệ cho phái nữ là 59%. Tại Gairkata, 12% dân số nhỏ hơn 6 tuổi.